# Uli Sigg

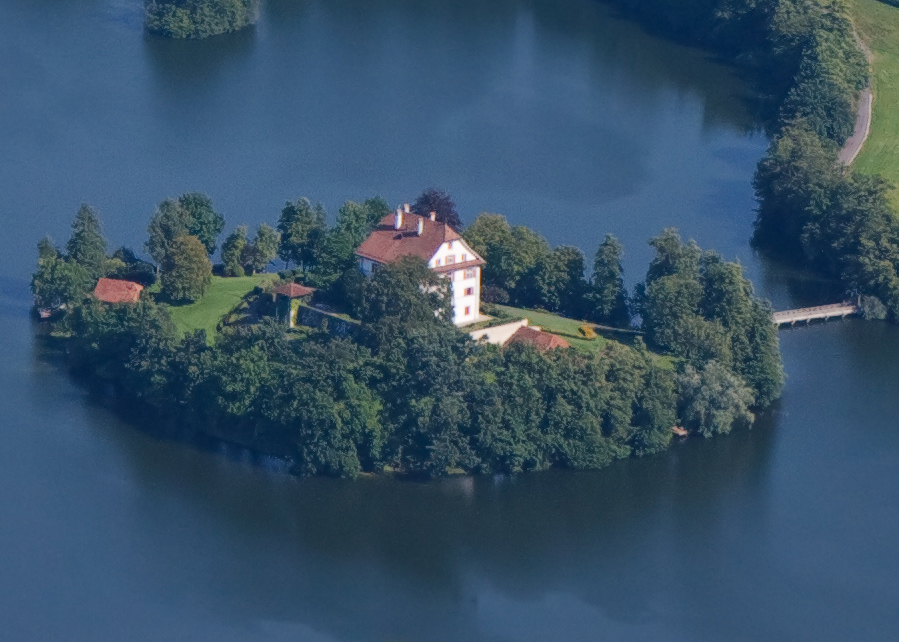
Schloss Mauensee.

Uli Sigg, född 29 april 1946 i Luzern i Schweiz, är en schweizisk företagare och konstsamlare.
Uli Sigg studerade juridik vid Zürichs universitet 1968–1972. Han har bott i Kina under många år. Han arbetade för Schindlerkoncernen 1977–1990 och medverkade i etablerandet av samägandeföretaget CSE China Schindler Elevators Co, som var det första mellan ett västerländskt företag och ett kinesiskt statligt företag.
År 2007 var han ansvarig för Schweiz paviljong på världsutställningen i Shanghai, Expo 2010.
Uli Sigg började samla kinesisk samtidskonst under 1970-talet och har sedan dess skaffat sig den största samlingen i världen. Delar av samlingen finns på Siggs slott Mauensee i kantonen Luzern i Schweiz. I juni 2012 meddelade Uli Sigg sin avsikt att donera merparten av sin samling samtida kinesisk konst, sammanlagt 1 463 verk till det projekterade museet M+ i Hongkong, medan han själv behåller omkring 600 verk.
År 1997 instiftade Uli Sigg priset Chinese Contemporary Art Awards, vilket delas ut vartannat år sedan 1998.